# متحف كلارك التاريخي
متحف كلارك التاريخي (المعروف سابقًا باسم متحف كلارك التذكاري) هو متحفٌ سياحي وتاريخي يقعُ في يوريكا، كاليفورنيا على المجموعة الأولى في المنطقة التي تُعرَف محليًا بمنطقة التاريخ الإقليمي والثقافي للساحل الشمالي لكالفورنيا. يحتوي المرفق على جناح أمريكي أصلي كامل، والذي يتميّز بمجموعة واسعة النطاق معترف بها دوليًا من السلال والشعارات والأواني الحجرية والأدوات وغيرها من الأشياء التي تشير إلى ثقافة وإبداع مجموعات الأمريكيين الأصليين المحلية والإقليمية بما في ذلك قبائل يوروك وكاروك وهوبا. يقع مركز زوار يوريكا في القاعة الرئيسية للمتحف.

## التاريخ
أسَّس متحف كلارك التاريخي سيسيل كلارك (1885-1979). كانت الآنسة كلارك معلمة التاريخ المحلي في مدرسة يوريكا الثانوية. كانت في يوريكا هاي حيث بدأت في عرض مجموعتها من السلال الأمريكية الأصلية. في عام 1960، عندما نفدت مساحة المدرسة لمجموعتها المتزايدة من عناصر التاريخ المحلي، باعت الآنسة كلارك مزرعة عائلتها للأغنام واستخدمت المال لشراء مبنى بنك يوريكا القديم، حيث نقلت مجموعتها. قامت الآنسة كلارك بالتدريس لأكثر من 40 عامًا وكرست حياتها للمتحف. أُطلق عليه في الأصل اسم متحف كلارك التذكاري، تيمنًا بوالديها، وتمَّت إعادة تسميته بمتحف كلارك التاريخي في عام 2001، ويعمل الآن كمنظمة غير ربحية يُديرها القطاع الخاص من أجل الارتقاء بمدينة يوريكا والمدن المحيطة بها والاستفادة من مثل هذه المتاحف والتوعية بها وبأهميّتها. بُني جناح الأمريكيين الأصليين الذي يُعرَف باسمِ قاعة نيليس (بالإنجليزية: Nealis Hall)‏ في عام 1979.

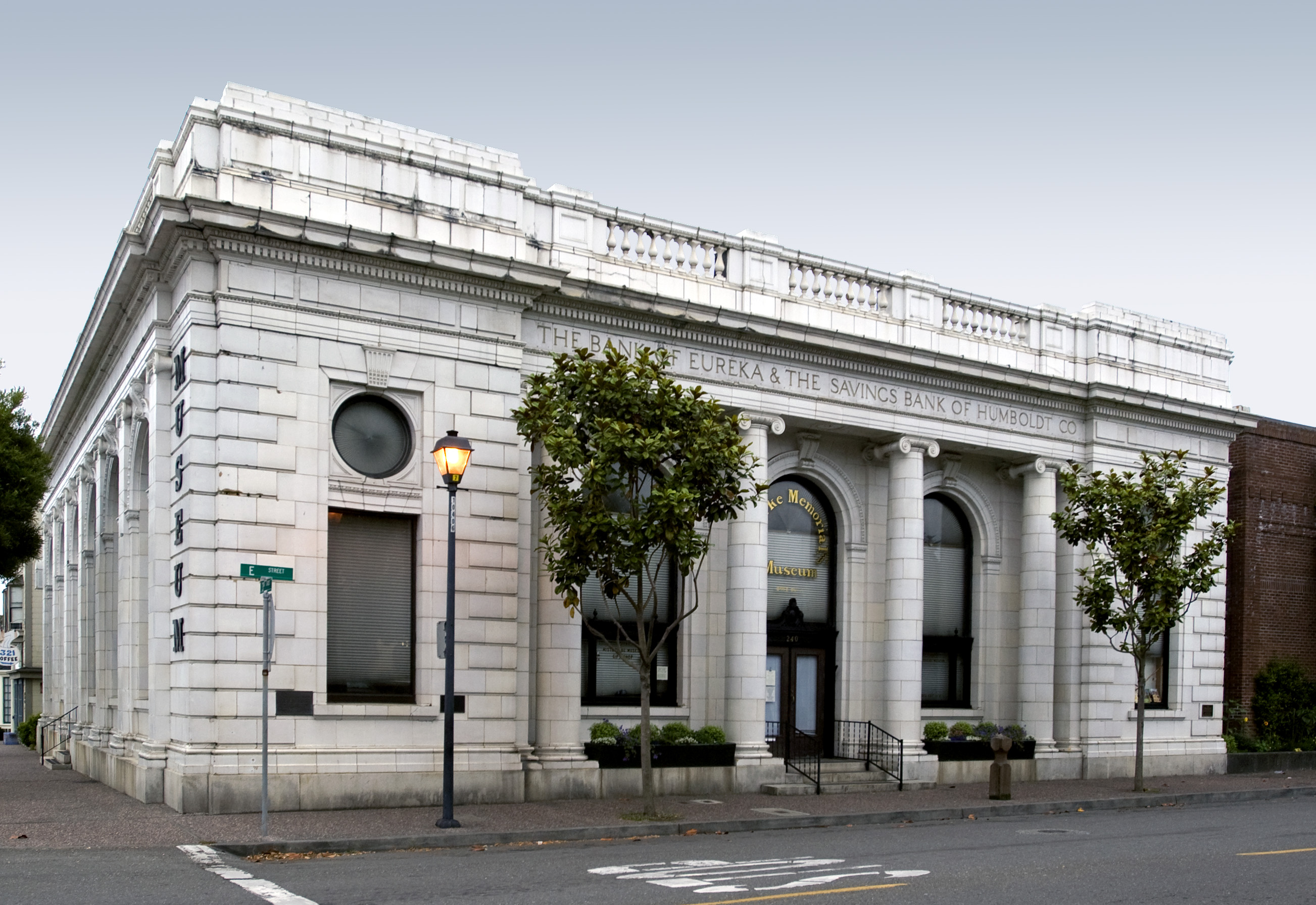
مبنى البنك السابق الذي يضم المتحف.

يقعُ المتحف في بنك يوريكا وبنك التوفير في هومبولت السابق (بالإنجليزية: Bank of Eureka & Savings Bank of Humboldt)‏ (1911) في مدينة يوريكا القديمة (بالإنجليزية: Old Town Eureka)‏، والذي أُدرجَ في السجل الوطني للأماكن التاريخية كمعلم فردي وكمبنى مساهم في منطقة يوريكا التاريخية. صُمِّمَ مبنى البنك من قبل المهندس المعماري الشهير ألبرت بيسيس في سان فرانسيسكو بأسلوب إحياء كلاسيكي أو كلاسيكي جديد. يتميز المبنى بواجهته المعمارية المزججة المصنوعة من التيراكوتا. تحيط الأجنحة المبطَّنة بالرواق الغائر المدعوم بأعمدة أيونية ويظهر حاجز درابزين واسع النطاق فوق الكورنيش.

## روابط خارجية
- موقع متحف كلارك التاريخي